# Bello Monte (Cabimas)
Bello Monte es uno de los sectores que conforman la ciudad de Cabimas en el estado Zulia. Pertenece a las parroquias parroquia Ambrosio y Germán Ríos Linares.

## Ubicación
Bello Monte se encuentra entre los sectores Francisco de Miranda y Amparito al norte (calles Bello Monte y la Estrella), el Golfito y el Amparo al oeste, Delicias Nuevas y 12 de octubre al sur (calle Chile y carretera G) y Los Pozones al este (av 32).
Como Miraflores, Bello Monte se encuentra dividido por calles principales y está definido más bien por las calles que lo conforman, la parte de Bello Monte entre Delicias Nuevas y el Golfito en la parroquia Ambrosio es la línea que sigue el callejón San Rafael hacia el norte hasta la calle la Estrella. El resto de Bello Monte está al otro lado de la av Intercomunal conformado por las calles al norte de la carretera G y al sur del sector Francisco de Miranda, esta parte pertenece a la parroquia Germán Ríos Linares.

## Zona Residencial
En Bello Monte se encuentra la alfarería Cabimas (av 31 con carretera G) donde se fabrican bloques. También se encuentra el depósito de Cervecería Polar y su Club (entre av Intercomunal y callejón San Rafael).

## RutaBello Monte
Bello Monte es una ruta de carros y busetas por puesto que circula por las calles de Cabimas, su logotipo morado con letras blancas (actualmente, antes de 1990 era blanco). Como todas las líneas de carros por puesto de Cabimas los carros de Bello Monte son modelos de los años 70 y comienzos de los 80's, que necesitan reemplazo. En el 2007 le fueron donadas busetas para sustituir prograsivamente los carros por puesto, estas son blancas con el logotipo de Bello Monte.
La Parada de Bello Monte se encuentra en el sector del mismo nombre (parroquia Germán Ríos Linares), de donde parten los carros al sector Francisco de Miranda y salen a la Av Intercomunal, de ahí siguen hasta entrar en la calle la Estrella en el sector Bello Monte parroquia Ambrosio, salen por el Amparo, vuelven a la Intercomunal y entran en la calle Chile. De ahí cruzan en la calle Zulia Delicias Nuevas, hasta la calle 1.º de Enero de Guavina, luego la Carabobo entre Guavina y El Solito, la calle Cumaná por Miraflores y si se les solicita los choferes paran en el Centro Médico de Cabimas. De la Cumaná pasan a la Av Miraflores, la Carnevalli y la Independencia, hasta llegar a su parada del Centro Cívico. La ruta de regreso se devuelve con algunas diferencias, sale del Centro Cívico pasando por el frente de la Casa Museo Margarita Soto en Punta Icotea, de ahí pasa por la Av Rotaria, la calle Rosario, y vuelve a la Av Miraflores, de ahí es igual que la ruta de ida, pero luego de la calle Chile sigue la calle Chile hasta el sector 12 de Octubre y de ahí a su parada en el Sector Bello Monte (parroquia Germán Ríos Linares).

## Vialidad y Transporte
Salvo la av Intercomunal, la calle Chile y la carretera G, las calles de Bello Monte son pequeñas y están entre las calles descuidadas de Cabimas.
Por Bello Monte pasan las líneas de Bello Monte (calle Chile, av Intercomunal) y H y Delicias (calle Chile).

## Sitios de Referencia
- Cervecería Polar. Av Intercomunal
- Alfarería Cabimas. Av 31 con carretera G
- Centro de Comunicaciones Softtel, C.A; AV.31 con Calle Sanrafael
- Panadería Interpan. Av Intercomunal con carretera G
- Restaurant Verde Oliva. Calle Chile